# Campeonato da Europa de Atletismo de 2022 - Lançamento de martelo feminino
A prova do lançamento de martelo feminino do Campeonato da Europa de Atletismo de 2022 foi disputada nos dias  16 e 17 de agosto de 2022, no Estádio Olímpico de Munique, em Munique na Alemanha.

## Recordes
Antes desta competição, os recordes mundiais e do campeonato nesta prova eram os seguintes:
|                       | Nome             | Nacionalidade | Distância | Local    | Data                 |
| --------------------- | ---------------- | ------------- | --------- | -------- | -------------------- |
| Recorde mundial       | Anita Włodarczyk | Polónia       | 82m 98cm  | Varsóvia | 28 de agosto de 2016 |
| Recorde europeu       | Anita Włodarczyk | Polónia       | 82m 98cm  | Varsóvia | 28 de agosto de 2016 |
| Recorde do campeonato | Anita Włodarczyk | Polónia       | 78m 94cm  | Berlim   | 18 de agosto de 2018 |

## Medalhistas
| Ouro                 | Prata              | Bronze             |
| Bianca Ghelber (ROU) | Ewa Różańska (POL) | Sara Fantini (ITA) |

## Cronograma
Todos os horários são locais (UTC+2).
| Data         | Hora  | Evento       |
| ------------ | ----- | ------------ |
| 16 de agosto | 12:15 | Qualificação |
| 17 de agosto | 21:00 | Final        |

## Resultados

### Qualificação
Qualificação: Desempenho de 72.50 m (Q) ou os 12 melhores qualificados (q). 
| Posição | Grupo | Atleta                  | Nacionalidade | #1    | #2    | #3    | Resultados | Notas |
| ------- | ----- | ----------------------- | ------------- | ----- | ----- | ----- | ---------- | ----- |
| 1       | A     | Hanna Skydan            | Azerbaijão    | 70.18 | 74.57 |       | 74.57      | Q,    |
| 2       | A     | Sara Fantini            | Itália        | 73.40 |       |       | 73.40      | Q     |
| 3       | B     | Bianca Ghelber          | Roménia       | 70.24 | 71.27 | 69.31 | 71.27      | q     |
| 4       | A     | Alexandra Tavernier     | França        | 68.85 | 68.99 | 67.41 | 68.99      | q     |
| 5       | A     | Grete Ahlberg           | Suécia        | 66.47 | 68.73 | 65.62 | 68.73      | q     |
| 6       | A     | Réka Gyurátz            | Hungria       | 68.63 | 65.96 | x     | 68.63      | q     |
| 7       | A     | Katrine Koch Jacobsen   | Dinamarca     | x     | 68.25 | 68.26 | 68.26      | q     |
| 8       | B     | Ewa Różańska            | Polónia       | 65.48 | 68.26 | x     | 68.26      | q     |
| 9       | A     | Silja Kosonen           | Finlândia     | 66.62 | 63.86 | 68.25 | 68.25      | q     |
| 10      | A     | Iryna Klymets           | Ucrânia       | x     | 67.87 | x     | 67.87      | q     |
| 11      | B     | Krista Tervo            | Finlândia     | 65.76 | 67.80 | x     | 67.80      | q     |
| 12      | B     | Kıvılcım Kaya           | Turquia       | 66.24 | 66.87 | 67.68 | 67.68      | q     |
| 13      | B     | Laura Redondo           | Espanha       | 64.07 | 67.55 | 67.62 | 67.62      |       |
| 14      | A     | Katarzyna Furmanek      | Polónia       | 64.85 | 67.62 | x     | 67.62      |       |
| 15      | A     | Samantha Borutta        | Alemanha      | 65.51 | 67.40 | 66.47 | 67.40      |       |
| 16      | B     | Zalina Marghieva        | Moldávia      | 67.15 | 65.31 | x     | 67.15      |       |
| 17      | B     | Stamatia Scarvelis      | Grécia        | 67.13 | x     | 65.42 | 67.13      |       |
| 18      | A     | Vanessa Sterckendries   | Bélgica       | 56.56 | x     | 66.95 | 66.95      |       |
| 19      | B     | Beatrice Nedberge Llano | Noruega       | x     | 66.32 | x     | 66.32      |       |
| 20      | B     | Rose Loga               | França        | 66.27 | x     | x     | 66.27      |       |
| 21      | B     | Veronika Kaňuchová      | Eslováquia    | 65.33 | 61.96 | x     | 65.33      |       |
| 22      | B     | Jessica Mayho           | Reino Unido   | x     | 63.90 | 62.25 | 63.90      |       |
| 23      | A     | Sara Killinen           | Finlândia     | x     | x     | x     | NM         |       |
| 23      | B     | Malwina Kopron          | Polónia       | x     | x     | x     | NM         |       |
| 23      | A     | Charlotte Payne         | Reino Unido   | x     | x     | x     | NM         |       |
| 23      | B     | Anna Purchase           | Grã-Bretanha  | x     | x     | x     | NM         |       |

### Final
A final ocorreu no dia 17 de agosto às 21:00.
| Posição           | Atleta                | Nacionalidade | #1    | #2    | #3    | #4    | #5    | #6    | Resultados | Notas           |
| ----------------- | --------------------- | ------------- | ----- | ----- | ----- | ----- | ----- | ----- | ---------- | --------------- |
| Medalha de ouro   | Bianca Ghelber        | Roménia       | 72.22 | 72.06 | 71.22 | 71.36 | 71.75 | 72.72 | 72.72      |                 |
| Medalha de prata  | Ewa Różańska          | Polónia       | 71.63 | 70.92 | 71.03 | x     | x     | 72.12 | 72.12      | Recorde pessoal |
| Medalha de bronze | Sara Fantini          | Itália        | 71.51 | x     | 69.84 | x     | x     | 71.58 | 71.58      |                 |
| 4                 | Hanna Skydan          | Azerbaijão    | 64.08 | 68.79 | 70.88 | x     | x     | 69.04 | 70.88      |                 |
| 5                 | Silja Kosonen         | Finlândia     | 68.81 | x     | 69.27 | 68.55 | x     | 69.45 | 69.45      |                 |
| 6                 | Iryna Klymets         | Ucrânia       | 68.72 | x     | 68.57 | x     | 69.18 | 67.92 | 69.18      |                 |
| 7                 | Réka Gyurátz          | Hungria       | 68.16 | 66.97 | 69.02 | 68.62 | 69.01 | x     | 69.02      |                 |
| 8                 | Krista Tervo          | Finlândia     | x     | 67.85 | 67.46 | 67.25 | x     | x     | 67.85      |                 |
| 9                 | Grete Ahlberg         | Suécia        | 66.74 | 67.29 | x     |       |       |       | 67.29      |                 |
| 10                | Katrine Koch Jacobsen | Dinamarca     | 65.25 | x     | 67.06 |       |       |       | 67.06      |                 |
| 11                | Kıvılcım Kaya         | Turquia       | 67.04 | 66.83 | 64.41 |       |       |       | 67.04      |                 |
| 12                | Alexandra Tavernier   | França        | 66.60 | x     | 65.19 |       |       |       | 66.60      |                 |

Legenda
| Recorde mundial       | Recorde mundial (World record)               |                       | Recorde africano                      | Recorde africano (African) |                                           | Q | Classificado por posição (Qualified) |
| Recorde do campeonato | Recorde do campeonato (Championship record)  | Recorde da América    | Recorde da América (Americas)         | q                          | Classificado por melhor tempo (Qualified) |   |                                      |
| Melhor marca do ano   | Melhor marca do ano (World leading)          | Recorde asiático      | Recorde asiático (Asian)              | DNS                        | Não largou (Did not start)                |   |                                      |
| Recorde nacional      | Recorde nacional (National record)           | Recorde europeu       | Recorde europeu (European)            | DNF                        | Não terminou (Did not finish)             |   |                                      |
| Recorde pessoal       | Recorde pessoal do atleta (Personal best)    | Recorde da Oceania    | Recorde da Oceania (Oceania)          | DSQ / DQ                   | Desclassificado (Disqualified)            |   |                                      |
| Recorde da temporada  | Recorde da temporada do atleta (Season best) | Recorde sul-americano | Recorde sul-americano (South America) | NM                         | Sem marca (No mark)                       |   |                                      |